# Evviva Sandrino!
Evviva Sandrino! (Busytown Mysteries, anche nota come Hurray for Huckle!) è un cartone animato canadese creato dalla Cookie Jar Entertainment nel 2007. La serie è ispirata all'opera di Richard Scarry, in particolare alla collana di libri sulla città di Sgobbonia.
La prima stagione è stata diretta da Ken Cunningham e prodotta da Christine Davis, l'animazione è stata curata dalla Heli Digital; il programma ha vinto nel 2009 il premio CFTPA per la migliore serie televisiva per bambini, ed ha ottenuto la nomination al premio Pulcinella per la migliore serie pre-scolare nella manifestazione Cartoons on the Bay.
La seconda stagione è stata diretta da Larry Jacobs con la supervisione di Ken Cunningham.
La sigla italiana è cantata da Renata Bertolas e Silvio Pozzoli, che cantano anche tutte le canzoni interne agli episodi, mentre il doppiaggio è a cura della Merak Film.

## Trama
La serie è ambientata nell'immaginaria cittadina di Sgobbonia (Busytown nell'originale inglese), un'operosa località abitata da animali antropomorfi che guidano autoveicoli ispirati a qualche caratteristica di loro stessi (un coniglio guida una carota, un maiale guida una salsiccia). In ogni puntata il gatto Sandrino assieme alla sua "squadra di investigatori" indaga su un mistero che si verifica in città e lo risolve.
Nelle sue indagini Sandrino incontra molti personaggi, tutti animali antropomorfi, intenti nelle loro attività: il cane-poliziotto, il maiale-postino, la volpe-pilota di aerei ecc.

## Personaggi
Sandrino (Huckle Cat in inglese) è il protagonista della serie, è un gatto-bambino arancione e bianco, vestito con un costume da tirolese che, grazie alla sua astuzia e sagacia, viene a capo dei misteri che si verificano in città. Guida una spider rossa ed è a capo della squadra di investigatori. È doppiato in inglese da Joanne Vannicola e in italiano da Cinzia Massironi.
Sally (Sally Cat in inglese) è la sorella di Sandrino, fisicamente uguale al fratello anche se più piccola. Nelle indagini dimostra la stessa sagacia del fratello. È doppiata in inglese da Ellie Ellwand e in italiano da Sabrina Bonfitto.
Zigo-Zago (Lowly Worm in inglese) è il migliore amico di Sandrino e Sally, è un verme che guida una mela rossa, ha un cappellino da alpino in testa ed una sola scarpa, è sempre in movimento e, grazie alla sua elasticità, si infila ovunque. È doppiato in inglese da Paul Wensley e in italiano da Luca Bottale.
Maialino Sì e Maialino No (Pig-Will e Pig-Won't in inglese) sono gli altri due componenti fissi della squadra, sono due gemelli paurosi e sciocchi, un po' invidiosi di Sandrino e che combinano solo guai, anche se talvolta, con la loro ingenuità, riescono a trovare l'indizio risolutivo. Maialino Sì è doppiato in inglese da Julie Lemieux e in italiano da Renato Novara. Maialino No è doppiato in inglese da Richard Binsley e in italiano da Massimo Di Benedetto.
Cirillo (Goldbug in inglese) è un grillo giornalista che, girando su un furgoncino o a volte un elicottero piccolo come lui, raccoglie notizie su quello che avviene in città, in particolare appena Sandrino scopre un mistero da risolvere arriva per intervistarlo e poi ricompare quando viene trovata la soluzione. È doppiato in inglese da Kevin Dennis.

## Episodi

### Prima stagione
1. Il mistero della mela di legno
2. Il mistero dell'auto scomparsa
3. La ruota misteriosa
4. I pantaloni a strisce blu
5. Il mistero del pappagallo smarrito
6. Il mostro misterioso
7. Bolle in città
8. Il piccolo uovo
9. Il mistero del fantasma del faro
10. Il cartello che inganna
11. Il mistero appiccicoso
12. Sempre più in alto!
13. Sei piccoli dolcetti
14. Il mistero delle scatolette
15. L'invisibile ladro di dolci
16. Scooter in movimento
17. Il mistero della spazzatura
18. Giganti a Sgobbonia
19. Dov'è Junior
20. La casetta segreta
21. Il mistero del parco giochi
22. Il mistero degli orologi impazziti
23. Il mistero della macchina mangiata
24. Dov'è l'eroe
25. Il mistero del pane di pietra
26. Il mistero della striscia gialla
27. Catene misteriose
28. Il mistero del ritratto incompiuto
29. Il mistero del parco
30. Il mistero della statua scomparsa
31. Il mistero della tiara scomparsa
32. Il francobollo scomparso
33. Il biglietto misterioso
34. Il mistero del disco volante
35. Il regalo misterioso
36. Il mistero dell'indirizzo illeggibile
37. Il mistero delle ciliegie cadute
38. I cacciatori di draghi
39. Il laghetto misterioso
40. Il serpente del lago
41. Il mistero della casa svuotata
42. Il mistero degli oggetti fluttuanti
43. Il mistero della pizzeria
44. Un buffo spaventapasseri
45. Dov'è la melamobile
46. Il mistero degli abiti smacchiati
47. Il mistero delle otto scarpe
48. Il mistero del bosco
49. Il mistero del libro mancante
50. Il mistero dei libri scomparsi
51. Il mistero degli adesivi
52. Il mistero del pupazzo di neve estivo

### Seconda stagione
1. Il mistero della mummia mormorante
2. Il mistero del falso allarme
3. Il mistero del buono scomparso
4. Il mistero della barca rotta
5. Il mistero del quaderno smarrito
6. Il mistero del caldo e del freddo
7. Il mistero del castello di sabbia distrutto
8. Il mistero delle strane scie sulla neve
9. Il mistero della maglietta che cambia colore
10. Il mistero del dito di metallo
11. Il mistero dell'ora lo vedi... ora non più
12. Il mistero dell'oro dei pirati
13. Il mistero della bambola scomparsa
14. Il mistero delle macchine scomparse
15. Il mistero del mostro del lago
16. Il mistero del guidatore maldestro
17. Il mistero della campana scomparsa
18. Il mistero del tesoro nascosto
19. Il mistero della macchina fotografica
20. Il mistero dell'elenco scomparso
21. Il mistero della chiave scomparsa
22. Il mistero bussa alla porta
23. Il mistero del pittore di pallini rossi
24. Il mistero del pianoforte in miniatura
25. Il mistero del cerchio nel campo di grano
26. Il mistero delle patate volanti
27. Il mistero dei pesci
28. Il mistero del messaggio radio
29. Il mistero del foglietto con i numeri
30. Il mistero del latte andato a male
31. Il mistero del pizzaiolo ritardatario
32. Il mistero delle fate di Sgobbonia
33. Il mistero della borsa smarrita
34. Il mistero delle gomme bucate
35. Sandrino e il mistero della chiave
36. Il mistero dell'autolavaggio
37. Il mistero degli starnuti
38. Il mistero del bucato scomparso
39. Il mistero del giorno senza notizie
40. Il mistero del dente gigante
41. Il mistero del numero 10
42. Il mistero del fischietto
43. L'invito misterioso
44. Il cucchiaio del mistero
45. Il mistero dell'oggetto volante
46. La misteriosa sparizione del sindaco
47. Il mistero dell'astronauta nel frutteto
48. Il mistero delle rose rosse scomparse
49. Il mistero della città addormentata
50. Il mistero delle macchine scambiate
51. Il mistero della statua senza nome
52. Il mistero dell'anello da agente segreto